# Seznam ameriških country pevcev
Seznam ameriških country pevcev.

## A
- Roy Acuff
- Trace Adkins
- Rhett Akins
- Scotty Alexander
- Coffey Anderson
- John Anderson
- Rodney Atkins

## B
- Wade Bowen
- Garth Brooks
- Zac Brown
- Luke Bryan
- Tracy Byrd

## C
- Glen Campbell
- Johnny Cash
- June Carter Cash
- Kenny Chesney
- Eric Church
- Patsy Cline
- David Allan Coe
- Jessi Colter
- Luke Combs
- Bart Crow

## D
- Charlie Daniels
- John Denver
- Joe Diffie

## E
- Steve Earle
- Sara Evans

## G
- Aaron Goodvin
- Vern Gosdin

## H
- Merle Haggard
- Emmylou Harris
- Hawkshaw Hawkins
- Faith Hill
- Randy Houser

## J
- Alan Jackson
- Shooter Jennings
- Waylon Jennings
- Buddy Jewell
- Cody Johnson
- George Jones

## K
- Toby Keith
- Kris Kristofferson

## L
- Miranda Lambert
- Tracy Lawrence
- Ned LeDoux
- Loretta Lynn

## M
- Martina McBride
- Reba McEntire
- Tim McGraw
- Ronnie Milsap
- Kylie Morgan

## N
- Willie Nelson

## O
- Sam Outlaw
- Buck Owens
- Shane Owens

## P
- Brad Paisley
- Dolly Parton
- Charley Pride
- John Prine

## R
- Mason Ramsey
- Jerry Reed
- Marty Robbins
- Emily Ann Roberts
- Kenny Rogers

## S
- Blake Shelton
- Ricky Skaggs
- Chris Stapleton
- George Strait
- Cole Swindell

## T
- Keni Thomas
- Jamie Lee Thurston
- Zach Top
- Randy Travis
- Tanya Tucker
- Josh Turner
- Shania Twain

## U
- Keith Urban

## W
- Morgan Wallen
- Aaron Watson
- Keith Whitley
- Coleman Williams
- Don Williams
- Hank Williams
- Hank Williams II
- Hank Williams III
- Zane Williams
- Gretchen Wilson
- Darryl Worley

## Y
- Trisha Yearwood
- Dwight Yoakam
- Brett Young
- Chris Young
- Faron Young